# María Xosé Queizán
María Xosé Queizán Vilas (Vigo, Espanha, 5 de fevereiro de 1939 - ) é uma escritora, professora catedrática de língua e literatura galega e uma das principais figuras de relevo do movimento feminista na Península Ibérica.

## Biografia
Natural de Vigo, na comunidade autónoma da Galiza, em Espanha, nasceu a 5 de fevereiro de 1939, sendo filha do advogado galego José Queizán Hermida e de Concepción Vilas García. 
Começou a sua carreira como escritora na sua adolescência, escrevendo artigos para o periódico El Pueblo Gallego. Posteriormente diversificou o seu trabalho literário ao escrever romances, contos, ensaios, peças de teatro e vários poemas, trabalhando também como tradutora. 

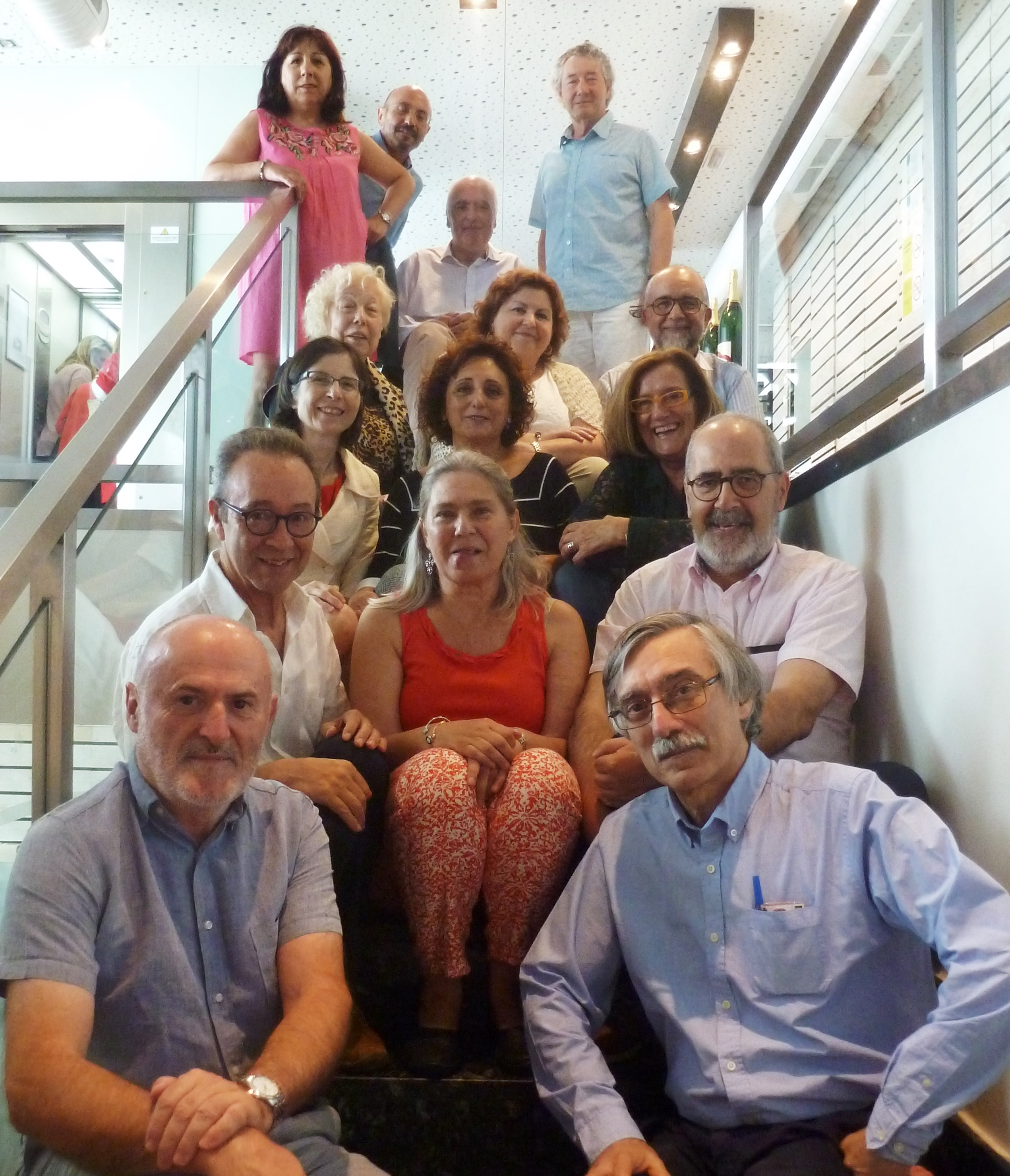
María Xosé Queizán Vilas com parte dos integrantes da 1ª geração de licenciados do curso de Galego-Português da Universidade de Santiago de Compostela: Anxo González Guerra, Manuel Castelao Mexuto, Luís Cambeiro Cives, Vitoria Ogando, Manuel Ferreiro Fernández, Tareixa Roca Sánchez, María dos Anxos González Refoxo, Ramona Giráldez Domínguez, María do Carme García Pereiro, Luís Gayoso Baqueiro, Carme Vázquez Castro, Manuel Figueiras Fernández, Francisco Salinas Portugal e César Morán Fraga. (09/09/2017)

Nos anos cinquenta envolveu-se nas artes performativas, actuando e dirigindo diversas peças de teatro. Fundou o Teatro de Arte y Ensayo de la Asociación de la Prensa de Vigo em 1959 e dirigiu o Teatro Popular Galego de 1967 a 1968. Pouco depois começou a estudar Filologia Hispânica no Colégio Universitário de Vigo e prosseguiu os seus estudos académicos na subsecção de Galego-Português da Faculdade de Filologia da Universidade de Santiago de Compostela, tornando-se numa das primeiras estudantes licenciadas no recém criado curso de Galego-Português em 1978, impulsionado pelo filólogo e escritor galego Ricardo Carvalho Calero. Após, exerceu como professora de língua galega e de literatura em várias escolas e institutos de Vigo.
O seu carácter empreendedor e o seu amor pelo teatro levaram-na a desempenhar vários papéis a cargo de diversas organizações, como directora da associação Feministas Independentes Galegas (FIGA), directora da galeria de arte Roizara de Vigo, vice-presidenta do Conselho Municipal da Mulher na câmara municipal de Vigo e directora e organizadora do I encontro de Mujeres Poetas Peninsulares y de las Islas em 1996.

## Trabalho Literário
Em 1977 publicou o seu primeiro ensaio A muller en Galicia (A mulher na Galiza), seguindo-se Recuperemos as mans em 1980 e Misoxinia e racismo na poesía de Pondal em 1998, entre outras obras.
Nos anos 80, criou a revista Festa da Palavra Silenciada, realizada apenas por mulheres, que coordena e dirige desde 1983, e em 1989 publicou a obra teatral Antígona, a forza do sangue (Antígona, a força do sangue), com a qual participou e foi finalista no Prémio Álvaro Cunqueiro.
Na poesia, a sua primeira antologia de poemas Metáfora da metáfora foi publicada em 1991, seguindo-se a obra Despertar das amantes em 1993, Fóra de min em 1994 e muitas outras obras poéticas.
Como tradutora, figuram no seu currículo obras como O Caderno Azul de Marguerite Yourcenar e vários contos de Karen Blixen, Emilia Pardo Bazán e Charlotte Perkins Gilman.
No outono de 2018 publicou o seu livro de memórias, intitulado Vivir a galope.

## Obras

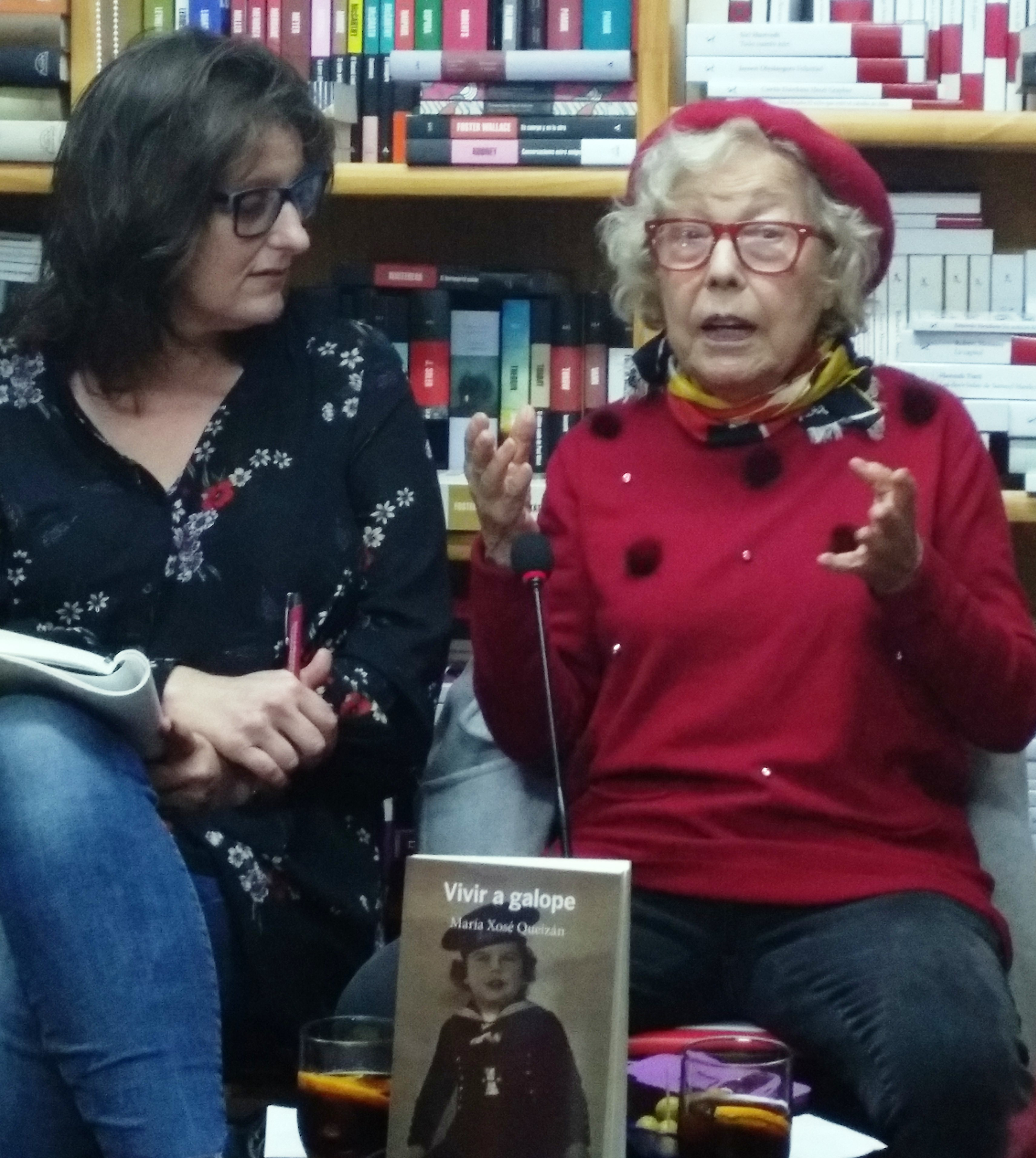
Apresentação do livro autobiográfico Viver a galope na Livraria Paz em Pontevedra, a 17 de fevereiro de 2019, com Llerena Perozo Porteiro.

### Romance
- A orella no buraco (A orelha no buraco) (1965)[5]
- Amantia (1984)
- A semellanza (A semelhança) (1988)[6]
- Amor de tango (1992)[7]
- O solpor da cupletista (1995)
- Ten o seu punto a fresca rosa (2000)[8]
- Sentinela, alerta! (2002)[9]
- Meu pai vaite matar (2011)[10]
- A boneca de Blanco Amor (2014)
- Son noxento (2015)[11]

### Ensaio
- A muller en Galicia (A mulher na Galiza) (1977)[12]
- Recuperemos as mans (1980)
- A mulher galega no ensino. A mulher e a cultura (1981)
- Evidencias (1989)
- Concepción Arenal (1993)
- Escrita da certeza. Por un feminismo optimista (1995)
- Misoxinia e racismo na poesía de Pondal (1998)[13]
- Racionalismo político e literário. Conciliar as Ciencias e as Humanidades (2004)
- Anti natura (2008)[14]
- Mary Wollstonecraft Shelley e a sua criatura artificial (2011)[15]
- Emilia Pardo Bazán. Uma menina seduzida por livros (2014)
- Rosalía de Castro e o poder sexual (2017)[16]
- Despoxos e vísceras ilustres (2020)

### Poesia
- Metáfora da metáfora (1991)[17]
- Despertar das amantes (1993)[18]
- Fora de mim (1994)
- Quatro poemas a Rosalía (1997)
- Non o abras como unha flor: poesía reunida 1980-2004 (2004)[19]
- Cólera (2007)[20]
- Lesbiar (2015)

### Literatura infanto-juvenil
- O segredo da Pedra Figueira (1986)[21]

### Teatro
- Desempregados (1989)
- Non convém chorar máis (Não convém chorar mais) (inédita)
- Antígona, a forza do sangue (1989)[22]
- Antígona. A cartuxeira. Neuras (2008)[23]
- Clara Campoamor e a defesa do voto feminino (inédita)
- Ritos de sangue (2012)

### Guião Cinematográfico
- Com hoxe e con mañá (Com hoje e com amanhã) (1977)
- Prisciliano (1984)

### Tradução
- Conto azul, de Marguerite Yourcenar (1997)
- Fenda, locura e morte, de Karen Blixen, Charlotte Perkins Gilman e Emilia Pardo Bazán (1999)
- Ana, soror, de Marguerite Yourcenar (2002)

## Prémios e Reconhecimento
Reconhecida pelo seu activismo feminista e trabalho literário, ao longo dos anos María Xosé Queizán foi homenageada e premiada por diversas ocasiões, recebendo o título de sócia honorária da Asociación de Escritores en Lingua Galega (1998) e o Prémio da Junta da Galicia (1984) pelo guião de cinema Prisciliano, Prémio Voz da Liberdade (2011) pelo seu trabalho em defesa dos direitos das mulheres, Prémio Irmandade do Livro da Federação de Livreiros da Galiza (2013), Prémio Lois Peña Novo (2018), Prémio Otero Pedrayo (2018), Prémio Igualdade Ernestina Otero (2019) do Conselho Municipal da Mulher e da Concellería de Igualdade do Concelho de Vigo e Prémio da Gala do Livro Galego (2019) atribuído pela Federação de Livraria da Galiza,  sendo ainda dado o seu nome a um parque na cidade de Vigo em 1998, com uma escultura da mesma realizada por Juan Salgueiro.

## Lista de Referências
1. ↑  Bermúdez, Silvia; Johnson, Roberta (1 de janeiro de 2018). A New History of Iberian Feminisms (em inglês). [S.l.]: University of Toronto Press
2. ↑  Dupláa, Christina; Zavala, Iris M. (1993). Breve historia feminista de la literatura española (en lengua castellana) (em espanhol). [S.l.]: Anthropos Editorial
3. ↑  Revista portuguesa de história. [S.l.: s.n.] 1994
4. ↑  Silva, Maria de Fátima Sousa e; Fialho, Maria do Céu Grácio Zambujo; Brandão, José Luís Lopes (30 de dezembro de 2016). O Livro do Tempo: Escritas e reescritas: Teatro Greco-Latino e sua recepção II (em espanhol). [S.l.]: Imprensa da Universidade de Coimbra / Coimbra University Press
5. ↑  Queizán, María Xosé (1984). A orella no buraco (em galego). [S.l.]: Editorial Galaxia
6. ↑  Queizan, Maria Xose; Queizán, María Xosé (1999). The Likeness (em inglês). [S.l.]: Peter Lang
7. ↑  Queizán, María Xosé (20 de abril de 2016). Amor de tango (em espanhol). [S.l.]: Edicións Xerais
8. ↑  Queizán, María Xosé (2 de dezembro de 2013). Ten o seu punto a fresca rosa (em espanhol). [S.l.]: Edicións Xerais
9. ↑  Queizán, María Xosé (11 de abril de 2016). Sentinela, alerta! (em galego). [S.l.]: Edicións Xerais
10. ↑  Queizán, María Xosé (2011). Meu pai vaite matar (em galego). [S.l.]: Xerais de Galicia
11. ↑  Queizán, María Xosé (5 de março de 2015). Son noxento (em galego). [S.l.]: Edicións Xerais
12. ↑  Queizán, María Xosé (1977). A muller en Galicia: a muller na sociedade galega, a lingua galega e a muller : (análise estructural de dous métodos represivos) (em galego). [S.l.]: Edic. do Castro
13. ↑  Queizán, María Xosé (1998). Misoxinia e racismo na poesía de Pondal (em galego). [S.l.]: Edicións Laiovento
14. ↑  Queizán, María Xosé (2008). Anti natura (em galego). [S.l.]: Edicións Xerais de Galicia
15. ↑  Queizán, María Xosé (2 de março de 2011). Mary Wollstonecraft Shelley e a súa Criatura artificial (em espanhol). [S.l.]: Edicións Xerais
16. ↑  Queizán, María Xosé (2017). Rosalía de Castro e o poder sexual (em galego). [S.l.]: Xerais
17. ↑  Queizán, María Xosé (1991). Metáfora da metáfora (em galego). [S.l.]: Espiral Maior
18. ↑  Queizán, María Xosé (1993). Despertar das amantes (em galego). [S.l.]: Espiral Maior
19. ↑  Queizán, María Xosé (2004). Non o abras como unha flor: (poesía reunida, 1980-2004) (em galego). [S.l.]: Edicións Xerais de Galicia
20. ↑  Queizán, María Xosé (2007). Cólera (em galego). [S.l.]: Xerais
21. ↑  Queizán, María Xosé (1989). O segredo da Pedra Figueira (em galego). [S.l.]: Edicións Xerais de Galicia
22. ↑  Queizán, María Xosé (1989). Antígona, a forza do sangue (em galego). [S.l.]: Edicións Xerais de Galicia
23. ↑  Queizán, María Xosé (2008). Antígona ; A cartuxeira ; Neuras (em galego). [S.l.]: Editorial Galaxia